# Zdzieszowice
Zdzieszowice est une ville de Pologne, située dans le sud du pays, dans la voïvodie d'Opole. Elle est le siège de la gmina de Zdzieszowice, dans le powiat de Krapkowice.